# Baron Henderson
Baron Henderson war ein britischer Adelstitel in der Peerage of the United Kingdom, der zweimal als erblicher Titel und einmal auf Lebenszeit verliehen wurde.

## Verleihungen
Am 19. Oktober 1945 wurde der Titel Baron Henderson, of Westgate in the City and County of Newcastle upon Tyne, an William Henderson verliehen. Als er 1984 unverheiratet und kinderlos starb, erlosch der Titel.
Am 14. Februar 1950 wurde der Titel Baron Henderson of Ardwick, of Morton Park in the City of Carlisle, an Joseph Henderson verliehen. Der Titel erlosch, als er wenige Tage später am 26. Februar 1950 kinderlos starb.
Am 1. Februar 1984 wurde als Life Peerage der Titel Baron Henderson of Brompton, of Brompton in the Royal Borough of Kensington and Chelsea and of Brough in the County of Cumbria, an Sir Peter Henderson verliehen. Er starb am 13. Januar 2000, wodurch der Titel erlosch.

## Liste der Barone Henderson

### Baron Henderson (1945)
- William Henderson, 1. Baron Henderson (1891–1984)

### Baron Henderson of Ardwick (1950)
- Joseph Henderson, 1. Baron Henderson of Ardwick (1884–1950)

### Baron Henderson of Brompton (Life Peerage, 1984)
- Peter Henderson, Baron Henderson of Brompton (1922–2000)